# Driehoog achter
Driehoog achter was de Nederlandse titel van de door ITV uitgebrachte Britse comedyserie Rising damp (Optrekkend vocht) die eind jaren zeventig door de KRO op de Nederlandse televisie werd uitgezonden en eind jaren tachtig werd herhaald.De afleveringen duurden ca. 25 minuten en in totaal zijn er in de periode 1974-1978 28 afleveringen gemaakt. De televisieserie was een bewerking van Eric Chappell's toneelstuk The Banana Box.
Het draaide in de serie om de kamerverhuurder Rupert Rigsby (Leonard Rossiter) met zijn kat "Vienna" die ouderwetse opvattingen heeft, gierig is, slonzig, rechts in zijn denken en bevooroordeeld ten opzichte van zijn huurders en deze continu bespioneert. Dit waren Miss Ruth Jones (Frances de la Tour) die op een school werkte, een oude vrijster was en op zoek was naar een man (wat nooit lukte), Alan Moore (Richard Beckinsale) een linkse student uit een middenklassengezin en Philip Smith (Don Warrington) een zwarte immigrant uit Afrika die beweert de zoon van een Afrikaans stamhoofd te zijn.
Rode draad in de afleveringen is de moeizame verstandhouding tussen Rigsby enerzijds en zijn huurders anderzijds, wat leidt tot hilarische situaties. 
In 1980 kwam er ook een speelfilm van de serie uit. Deze week op een aantal punten af van de televisieserie.
Opvallend was de keuze van de KRO voor de naam Driehoog achter in plaats Optrekkend vocht omdat het huis van Rigsby een oud Victoriaans herenhuis was en dus geen Driehoog achter maar wel door gebrek aan onderhoud vochtig, oud en vervallen. 